# Gambia Armed Forces FC
El Gambia Armed Forces Football Club és un club gambià de futbol de la ciutat de Banjul.

## Palmarès
- Lliga gambiana de futbol: [3]
  - 2003, 2009, 2017

- Copa gambiana de futbol: [4]
  - 2018